# Theo van de Sande
Theo van de Sande, all'anagrafe Theodorus Amandus Maria van de Sande (Tilburg, 10 maggio 1947), è un direttore della fotografia olandese.
Vincitore del Gouden Kalf per la miglior fotografia nel 1982 e nel 1987, dal 1991 è membro della American Society of Cinematographers.

## Filmografia parziale
- Alle dagen feest (1976)
- La ragazza dai capelli rossi (1981)
- Onde (Golven), regia di Annette Apon (1982)
- Van de koele meren des doods (1982)
- Schatjes! (1984)
- Il giardino delle illusioni (1984)
- De ijssalon (1985)
- Assault (De aanslag), regia di Fons Rademakers (1986)
- Lo scambista (1986)
- La scelta di Eileen (1987)
- Dall'altro lato della strada (1988)
- Soluzione finale (1988)
- Combat Dance - A colpi di musica (1989)
- Pentagram - Pentacolo (1990)
- Ancora una volta (1991)
- Teneramente in tre (1991)
- No Control - Fuori controllo (1991)
- Fusi di testa (1992)
- Dall'oggi al domani (1992)
- Exit to Eden (1994)
- Un furfante tra i boy scout (1995)
- Vulcano - Los Angeles 1997 (1997)
- Colors Straight Up (1997)
- Blade (1998)
- Cruel Intentions (1999)
- Big Daddy - Un papà speciale (1999)
- Tuesdays with Morrie (1999)
- Little Nicky - Un diavolo a Manhattan (2000)
- Double Take (2001)
- High crimes - Crimini di stato (2002)
- Dysfunktional Family (2003)
- Out of Time (2003)
- Tutte le ex del mio ragazzo (2004)
- Cowboy del Amor (2005)
- Beauty Shop (2005)
- I tuoi, i miei e i nostri (2005)
- In viaggio per il college (2008)
- Wit licht (2008)
- The Hole (2009)
- Un weekend da bamboccioni (2010)
- Mia moglie per finta (2011)
- Love and Honor (2013)
- Un weekend da bamboccioni 2 (2013)
- Homefront (2013)
- Babbo bastardo 2 (Bad Santa 2), regia di Mark Waters (2016)